# Klasika Primavera 2008
La Klasika Primavera 2008, cinquantaquattresima edizione della corsa, si svolse il 13 aprile 2008 su un percorso totale di 171,8 km. Fu vinta dall'italiano Damiano Cunego che terminò la gara in 4h20'21".

## Percorso
La gara, lunga 171.6 chilometri, si svolse su un circuito con partenza ed arrivo ad Amorebieta, anche se il traguardo venne spostato dalla tradizionale Calle Gudari alla Calle Nafarroa della cittadina spagnola.

## Resoconto degli eventi
La corsa venne vinta da Damiano Cunego, il più veloce in una volata a quattro con Alejandro Valverde, Kjell Carlström e Mikel Astarloza. Cunego e Valverde scattarono sulla penultima salita, la Muniketa, a circa tredici chilometri dall'arrivo, dopo che tutte le fughe precedenti erano state neutralizzate dal gruppo. Carlström e Astarloza li raggiunsero sul rettilineo conclusivo, ma pagarono gli sforzi compiuti durante l'inseguimento e si ritrovarono senza più energie per rispondere allo sprint vincente dell'italiano negli ultimi metri.

## Classifiche finali

### Ordine d'arrivo (Top 10)
| Pos. | Corridore          | Squadra       | Tempo    |
| ---- | ------------------ | ------------- | -------- |
| 1    | Damiano Cunego     | Lampre        | 4h20'21" |
| 2    | Alejandro Valverde | C. d'Epargne  | s.t.     |
| 3    | Kjell Carlström    | Liquigas      | s.t.     |
| 4    | Mikel Astarloza    | Euskaltel     | s.t.     |
| 5    | Aleksandr Kolobnev | Team CSC      | a 12"    |
| 6    | Paolo Tiralongo    | Lampre        | s.t.     |
| 7    | Jaume Rovira Pons  | Extremadura   | s.t.     |
| 8    | Josep Jufre Pou    | Saunier Duval | s.t.     |
| 9    | Beñat Intxausti    | Saunier Duval | s.t.     |
| 10   | Egoi Martínez      | Euskaltel     | s.t.     |

### Classifica scalatori
| Pos. | Corridore              | Squadra      | Punti |
| ---- | ---------------------- | ------------ | ----- |
| 1    | Igor Romero Etxebarria | Orbea        | 40    |
| 2    | Alejandro Valverde     | C. d'Epargne | 26    |
| 3    | Damiano Cunego         | Lampre       | 15    |
| 4    | Pedro Gutiérrez        | Burgos       | 14    |
| 5    | Javier Moreno Bazán    | Andalucia    | 12    |

### Classifica a squadre
| Pos. | Squadra              | Punti     |
| ---- | -------------------- | --------- |
| 1    | Caisse d'Epargne     | 13h01'27" |
| 2    | Team CSC             | a 12"     |
| 3    | Euskaltel-Euskadi    | a 32"     |
| 4    | Saunier Duval-Prodir | a 44"     |
| 5    | Liquigas             | a 1'04"   |